# Рей Джей
Уилям Рей Норууд младши (роден на 17 януари 1981 г.), известен професионално като Рей Джей, е американски певец, актьор и телевизионна личност. Роден в Маккъмб, Мисисипи, и израснал в Карсън, Калифорния, той е по-малкият брат на певицата и актриса Бренди Норууд и първи братовчед на рапъра Снуп Дог. През януари 2017 г. участва в деветнадесетия сезон на британската риалити програма Celebrity Big Brother.
|  | Тази страница частично или изцяло представлява превод на страницата Ray J в Уикипедия на английски. Оригиналният текст, както и този превод, са защитени от Лиценза „Криейтив Комънс – Признание – Споделяне на споделеното“, а за съдържание, създадено преди юни 2009 година – от Лиценза за свободна документация на ГНУ. Прегледайте историята на редакциите на оригиналната страница, както и на преводната страница, за да видите списъка на съавторите. ВАЖНО: Този шаблон се отнася единствено до авторските права върху съдържанието на статията. Добавянето му не отменя изискването да се посочват конкретни източници на твърденията, които да бъдат благонадеждни. |